# Baddo

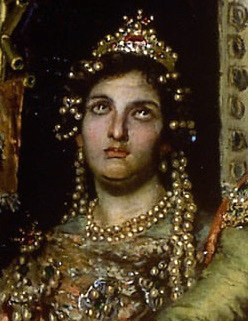
Baddo

Baddo, 500-talet, var en västgotisk drottning, gift med kung Reccared. 
Baddo var varken adlig eller kunglig, och hade haft ett förhållande med Reccared enligt germansk icke kristen sed innan han blev kung. Paret gifte sig enligt katolsk ritual år 589, som ett tecken på att västgoterna hade övergått från arianismen till katolicismen. Baddo är den enda västgotiska drottning vars signatur är känd från politiska dokument.  